# Epitriptus elkantarae
Epitriptus elkantarae är en tvåvingeart som beskrevs av Becker 1907. Epitriptus elkantarae ingår i släktet Epitriptus och familjen rovflugor. Inga underarter finns listade i Catalogue of Life.